# フォノヴァイ・タンジマナ
フォノヴァイ・タンジマナ（Fonovai Tangimana、1989年10月25日 - ）は、スーペルリーガ、CSディナモ・ブクレシュティに所属するラグビーユニオン選手。

## プロフィール
- トンガ・ネイアフ出身[1]。
- ポジションはウィング(WTB)、センター(CTB)。
- 身長 188cm、体重 111kg
- ルーマニア代表キャップは33（2024年12月現在）でラグビーワールドカップ2023のルーマニア代表に選ばれた[2]。

## 略歴
SCMラグビー・ティミショアラ、CSMブカレスト、CSAステアウア・ブクレシュティ、ルーマニアン・ウルブズを経て、2024年、CSディナモ・ブクレシュティに加入。